# Virstaluoto (ö i Södra Karelen)
Virstaluoto är en ö i Finland. Den ligger i sjön Saimen och i kommunen Villmanstrand i den ekonomiska regionen  Villmanstrands ekonomiska region  och landskapet Södra Karelen, i den södra delen av landet, 200 km nordost om huvudstaden Helsingfors. Öns area är 0,6 hektar och dess största längd är 210 meter i sydöst-nordvästlig riktning.